# Volvo Ocean Race 2014-2015
Navigation
2011-2012 2017-2018
La Volvo Ocean Race 2014-2015 est la douzième édition de la Volvo Ocean Race (auparavant dénommée Whitbread Round the World Race). Cette course à la voile autour du monde en équipage et par étapes est réservée aux monocoques. Cette édition 2014-2015 voit s'affronter sept équipages dans 19 manches, dont 10 régates côtières et 9 étapes en haute mer. Le départ est donné le 4 octobre 2014 à Alicante en Espagne, et l'arrivée sera effectuée le 27 juin 2015 à Göteborg, en Suède. Elle est remportée par le voilier Emirati Abu Dhabi Ocean Racing skippé par Ian Walker.

## 2014: Première édition sur monotypes Volvo Ocean 65
Le Volvo Ocean 65 est une classe de voiliers de course monocoques. Le yacht a été conçu par Farr Yacht Design, pour être une alternative moins chère et plus sûre aux Volvo Open 70 vieillissants utilisés dans les éditions précédentes de la Volvo Ocean Race. Après de nombreux soucis de sécurité dans la Volvo Ocean Race 2011-12, des polémiques ont éclaté quant à la sécurité du Volvo Open 70, pour lequel de nombreux concepteurs ont privilégié les options augmentant la vitesse au détriment des exigences de sécurité. Knut Frostad, alors président de la Volvo Ocean Race, et quatre fois concurrent, fait allusion à un nouveau design de bateau dans une conférence de presse à Lorient, en France, lors d'une escale à la Volvo Ocean le 4 avril 2012: «Il est important Nous n'avons aucune idée de la raison pour laquelle ces ruptures sont survenues, car certaines d'entre elles ne sont clairement pas liées, mais nous tiendrons compte des problèmes actuels lorsque nous prendrons des décisions sur les règles et la technologie que nous utiliserons à l'avenir"
Le 28 juin 2012, Knut Frostad dévoile le design lors d'une conférence de presse à Lorient lors d'une escale à la Volvo Ocean Race 2011-12. En devenant un événement monotype, il espère «réduire considérablement le coût de montage d'une campagne et porter la taille de la flotte à 8-10 bateaux pour les éditions futures.»
L'objectif budgétaire affiché est de limiter à environ 15 millions d'euros le prix d'une campagne pour les futures éditions de la course.
Un bateau "prêt à naviguer", incluant les voiles d'avant course et de course est estimé à environ 4,5 millions d'euros à comparer aux 30-40 millions des éditions précédentes. Il faut 7 mois et 36 000 heures de travail pour construire, assembler et peindre un Volvo Ocean 65. Il y a 120 constructeurs de bateaux qui travaillent avec 70 fournisseurs pour équiper le bateau. Les bateaux sont entretenus par une équipe commune, The Boatyard, qui gère les pièces de rechange, les réparations et la maintenance pour toute la flotte.
Après les révélations sur le design du bateau, la réception a été plutôt positive de la part des marins qui avaient participé à la course par le passé. la critique la plus virulente fut une charge de Juan Kouyoumdjian, concepteur des yachts qui avaient remporté les trois dernières éditions de la Volvo Ocean Race (2005-06, 2008-09 et 2011-12): Juan a affirmé que les bateaux qu'il avait conçus respectaient déjà l'objectif de cout maximum unitaire de 5 millions d'euros. En dépit des tentatives pour essayer de rendre la course plus accessible aux sponsors, il a estimé que "les plus riches seraient toujours les gagnants."
Le monotype Volvo Ocean 65 est utilisé dans les éditions 2014-2015 et 2017-2018. La Volvo Ocean Race 2014-2015 a été la première édition courue sur monotype.

## Reporters à bord
Pour cette édition de la course, chaque monotype embarque un reporter à bord. Ils sont responsables de produire quotidiennement 4 minutes de vidéo, 200 mots et 8 photographies. Ces médias sont envoyés au Centre des médias de la Volvo Ocean Race à Alicante pour être édités et largement diffusés. Les OBR (On board Reporters) sont autorisés à effectuer des activités supplémentaires au-delà de la production de contenu, cependant, ils ne peuvent pas aider à la navigation du bateau.

## Classement
Le classement de la course est un classement aux points. Chaque étape rapporte un nombre de points à chaque équipage en fonction de sa position à l'arrivée de l'étape. À la différence de l'édition précédente, les régates côtières ne comptent plus pour le classement général immédiat mais à la fin en cas d’égalité entre une ou plusieurs des sept équipes.

## Participants et classement final

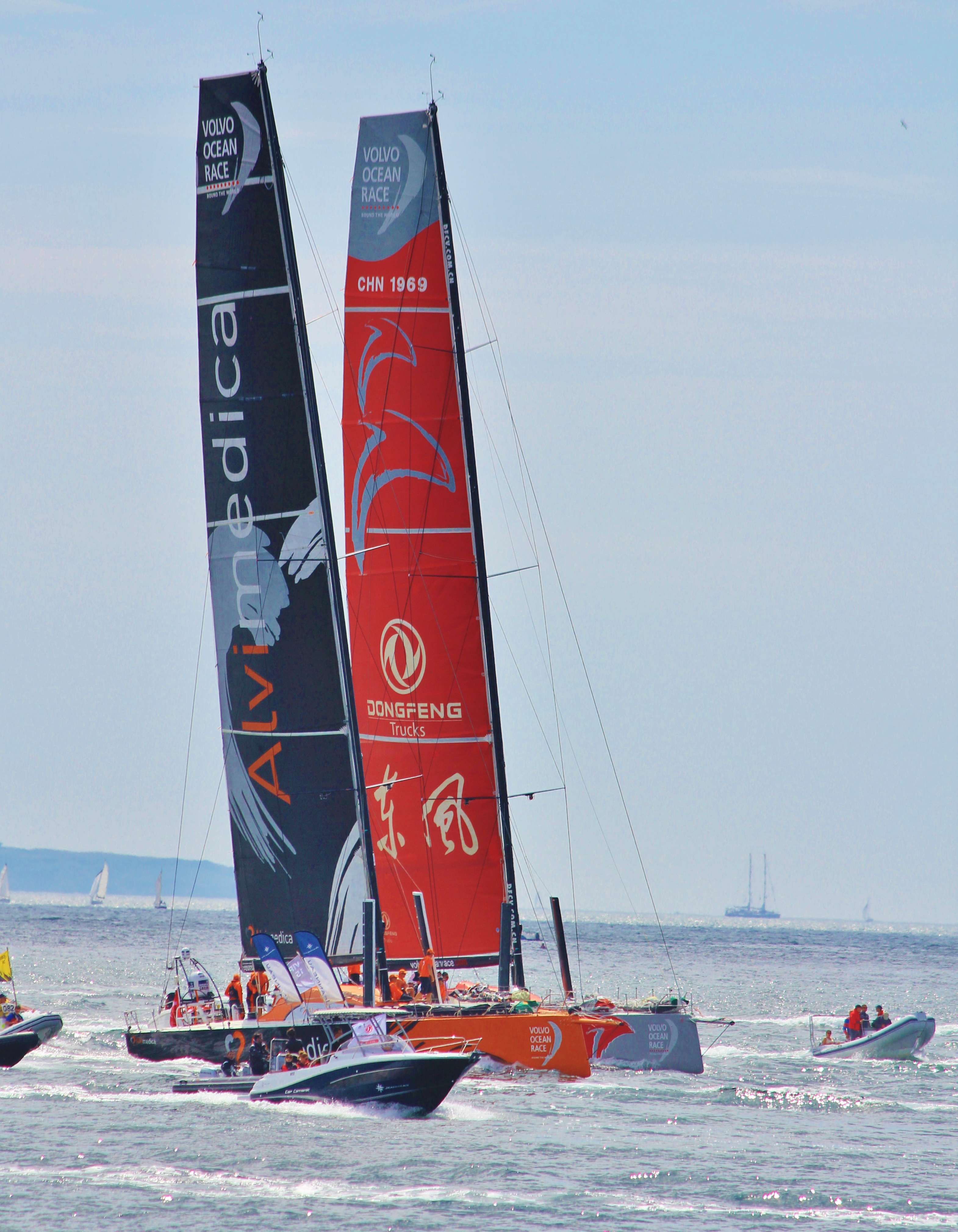
Alvimedica et Dongfeng.

| Place | Équipe                 | Nationalité         | Skipper            | Total places (étapes) |
| ----- | ---------------------- | ------------------- | ------------------ | --------------------- |
| 1     | Abu Dhabi Ocean Racing | Émirats arabes unis | Ian Walker         | 24                    |
| 2     | Team Brunel            | Pays-Bas            | Bouwe Bekking      | 29                    |
| 3     | Dongfeng Race Team     | Chine               | Charles Caudrelier | 33                    |
| 4     | Mapfre                 | Espagne             | Iker Martínez      | 34                    |
| 5     | Team Alvimedica        | États-Unis Turquie  | Charlie Enright    | 34                    |
| 6     | Team SCA               | Suède               | Samantha Davies    | 51                    |
| 7     | Team Vestas Wind       | Danemark            | Chris Nicholson    | 60                    |

## Programme
La Volvo Ocean Race 2014-2015 est composée de 9 étapes en haute-mer. Chaque étape rapporte un nombre de points à chaque équipage en fonction de sa position à l'arrivée de l'étape et permet d'obtenir le classement de la course:
| Nom          | Date de départ   | Départ    | Arrivée   | Distance (milles) | Points   | Points     | Points | Points           | Points                 | Points             | Points      |
| Nom          | Date de départ   | Départ    | Arrivée   | Distance (milles) | Team SCA | Alvimedica | Mapfre | Team Vestas WInd | Abu Dhabi Ocean Racing | Dongfeng Race Team | Team Brunel |
| ------------ | ---------------- | --------- | --------- | ----------------- | -------- | ---------- | ------ | ---------------- | ---------------------- | ------------------ | ----------- |
| Étape 1      | 11 octobre 2014  | Alicante  | Le Cap    | 6 487             | 6        | 5          | 7      | 4                | 1                      | 2                  | 3           |
| Étape 2      | 19 novembre 2014 | Le Cap    | Abou Dabi | 6 125             | 6        | 4          | 4      | 8 - DNF          | 3                      | 2                  | 1           |
| Étape 3      | 3 janvier 2015   | Abou Dabi | Sanya     | 4 670             | 6        | 3          | 4      | 8 - DNS          | 2                      | 1                  | 5           |
| Étape 4      | 8 février 2015   | Sanya     | Auckland  | 5 264             | 6        | 4          | 1      | 8 - DNS          | 2                      | 3                  | 5           |
| Étape 5      | 15 mars 2015     | Auckland  | Itajaí    | 6 776             | 5        | 3          | 2      | 8 - DNS          | 1                      | 8 - DNF            | 4           |
| Étape 6      | 19 avril 2015    | Itajaí    | Newport   | 5 010             | 6        | 5          | 4      | 8 - DNS          | 2                      | 1                  | 3           |
| Étape 7      | 17 mai 2015      | Newport   | Lisbonne  | 2 800             | 6        | 3          | 2      | 8 - DNS          | 5                      | 4                  | 1           |
| Étape 8      | 7 juin 2015      | Lisbonne  | Lorient   | 647               | 1        | 6          | 4      | 2                | 3                      | 7                  | 5           |
| Étape 9      | 17 juin 2015     | Lorient   | Göteborg  | 960               | 7        | 1          | 3      | 6                | 5                      | 4                  | 2           |
| Total places |                  |           |           |                   | 51       | 34         | 34 ,   | 60               | 24                     | 33                 | 29          |

De plus, à chaque ville-étape, une régate côtière est organisée et donne lieu à un classement. Ce classement sera utilisé pour départager les équipages en cas d'égalité au classement des étapes.
| Date de la régate | Ville de la régate | Classement de la régate | Classement de la régate | Classement de la régate | Classement de la régate | Classement de la régate | Classement de la régate | Classement de la régate |
| Date de la régate | Ville de la régate | Team SCA                | Alvimedica              | Mapfre                  | Team Vestas Wind        | Abu Dhabi Ocean Racing  | Dongfeng Race Team      | Team Brunel             |
| ----------------- | ------------------ | ----------------------- | ----------------------- | ----------------------- | ----------------------- | ----------------------- | ----------------------- | ----------------------- |
| 4 octobre 2014    | Alicante           | 6                       | 1                       | 3                       | 7                       | 2                       | 5                       | 4                       |
| 15 novembre 2014  | Le Cap             | 3                       | 6                       | 7                       | 5                       | 1                       | 4                       | 2                       |
| 2 janvier 2015    | Abou Dabi          | 1                       | 5                       | 6                       | 8 - DNS                 | 3                       | 4                       | 2                       |
| 7 février 2015    | Sanya              | 5                       | 3                       | 6                       | 8 - DNS                 | 2                       | 1                       | 4                       |
| 14 mars 2015      | Auckland           | 1                       | 5                       | 3                       | 8 - DNS                 | 6                       | 4                       | 2                       |
| 18 avril 2015     | Itajaí             | 4                       | 6                       | 5                       | 8 - DNS                 | 2                       | 3                       | 1                       |
| 16 mai 2015       | Newport            | 4                       | 2                       | 1                       | 8 - DNS                 | 3                       | 6                       | 5                       |
| 6 juin 2015       | Lisbonne           | 4                       | 3                       | 1                       | 7                       | 2                       | 6                       | 5                       |
| 14 juin 2015      | Lorient            | 5                       | 1                       | 2                       | 7                       | 4                       | 3                       | 6                       |
| 27 juin 2015      | Göteborg           | 2                       | 5                       | 3                       | 7                       | 6                       | 4                       | 1                       |
| Total places      |                    | 35                      | 37                      | 37                      | 73                      | 31                      | 40                      | 32                      |

## Faits de course
Engagés à bord de Mapfre, Michel Desjoyeaux et Nicolas Lunven débarquent et quittent la course à la fin de la première étape.
Lors de la deuxième étape, le samedi 29 novembre, le voilier Team Vestas s'échoue sur des récifs dans l’océan Indien au large de l’île Maurice. L'équipage doit alors abandonner la course et évacuer le bateau. Le bateau sera récupéré le 22 décembre. Team Alvemideca qui s'était dérouté pour porter assistance à Team Vestas obtient un point de réparation au classement général lors de cette étape (4 points au lieu de 5).
Lors de la cinquième étape entre Auckland et Itajaí, le voilier Dongfeng Race Team démâte et se déroute vers Ushuaia.
Pour ne pas avoir respecté certaines règles de navigation lors de l'étape Newport-Lisbonne, les voiliers Dongfeng et Mapfre sont sanctionnés d'un point de pénalité. Team SCA est quant à lui sanctionné de deux points de pénalité.